# Neolasioptera compositarum
Neolasioptera compositarum är en tvåvingeart som beskrevs av Edwin Möhn 1964. Neolasioptera compositarum ingår i släktet Neolasioptera och familjen gallmyggor.
Artens utbredningsområde är El Salvador. Inga underarter finns listade i Catalogue of Life.